# The Afterimage
The Afterimage est un groupe canadien de metalcore progressif, originaire de Barrie, en Ontario. Le groupe s'est formé en 2011 avec des membres de groupes locaux tels que Centuries Apart et The Prologue - le chanteur Kyle Anderson, les guitaristes Alex Lappano et Mike Ticar, le batteur Nick McCaslin et le bassiste Dallas Bricker. The Afterimage se sépare en septembre 2018.

## Histoire

### Formless
Le 24 mai 2012, The Afterimage sort son premier single intitulé Void issu de son premier EP Formless qui sort le 14 août 2012 chez Famined Records en Amérique du Nord, et chez Ghost Music au Royaume-Uni. Cet EP est très bien accueilli car il met en avant la créativité et le talent du groupe en quatre titres.
Après la sortie de Formless, The Afterimage prend la route et passe le mois d'août 2012 à tourner dans l'est du Canada avec Ascariasis et Stormwalker. C'est lors de cette tournée que le groupe rencontre le guitariste d'Ascariasis, Michael Leo Valeri, qui rejoindra le groupe l'année suivante. Le groupe réussit à décrocher un créneau au KOI Music Festival à Kitchener, en Ontario, en septembre. Du 20 octobre au 5 novembre, le groupe a effectué une autre tournée canadienne, cette fois avec les membres du label Three Crowns. Famined sort ensuite un Summer Sampler gratuit pour le 4 juillet, avec des chansons des deux groupes.
En 2013, le groupe sort trois singles : Pathogen, Unseen et The Seeking. The Afterimage effectue une tournée canadienne en 2013 avec Beheading of a King et Take the Earth Beneath Us du 21 février au 16 mars. The Afterimage signe ensuite avec Royal Division Entertainment et sort le single O N Y X le 13 avril 2014.

### Dernières sorties et séparation
Le 28 août 2015, The Afterimage sort son EP de huit titres Lumière sur Tragic Hero Records. La nouvelle chanson du groupe, Reach, est présentée sur le site web de Guitar World avec une vidéo. Du 4 au 20 septembre 2015, The Afterimage tourne avec ERRA, Polyphia, et Invent, Animate. Le nouvel EP a été conçu par Valeriote aux Sundown Studios et Nick Sampson aux Metro 37 Studios et mixé et masterisé par Kris Crummett à Interlace Audio.
En mai 2018, The Afterimage sort son premier album, Eve. En juin 2018, ils sont la tête d'affiche d'un concert réunissant 10 groupes à Ottawa. Le groupe annonce sa séparation sur les médias sociaux le 22 septembre 2018. Il a été révélé plus tard qu'ils ne faisaient plus partie de Tragic Hero et qu'ils avaient changé de nom pour devenir le groupe de deathcore technique Brand of Sacrifice,

## Style musical
The Afterimage incorpore des éléments de mélodie, de chaos, de technicité et de groove dans sa musique. Ils ont des riffs de guitare extrêmement détaillés, des breakdowns techniques et des bridges à entendre qui créent leur marque distincte de metalcore. L'usage du chant clair est évidente sur presque tous les morceaux de Lumière. The Afterimage a été influencé par Meshuggah, The Tony Danza Tapdance Extravaganza, Dance Gavin Dance, The 1975 et Tesseract.

## Discographie

### Albums studio
- 2018 : Eve

### EP
- 2012 : Formless
- 2015 : Lumière

### Singles
- 2012 : The Seeking
- 2013 : Pathogen
- 2013 : Unseen
- 2014 : O N Y X
- 2017 : Pursue
- 2018 : Cerulean

## Membres

### Derniers membres
- Kyle Anderson – chant (2012–2018)
- Michael Leo Valeri – guitare (2013–2015, 2018)
- Liam Beeson – guitare (2017–2018)
- Dallas Bricker– basse (2012–2018)
- Robert Zalischi – batterie (2013–2018)

### Anciens membres
- Asher Ally  – guitare (2016–2018)
- Samuel Jacobs  – guitare (2013–2015)
- Alex Lappano – guitare (2012–2013)
- Michael Ticar – guitare (2012–2013)
- Andrew Wilson – guitare (2013–2013)
- Nick McCaslin – batterie (2012–2013)